# 비라 쿠오

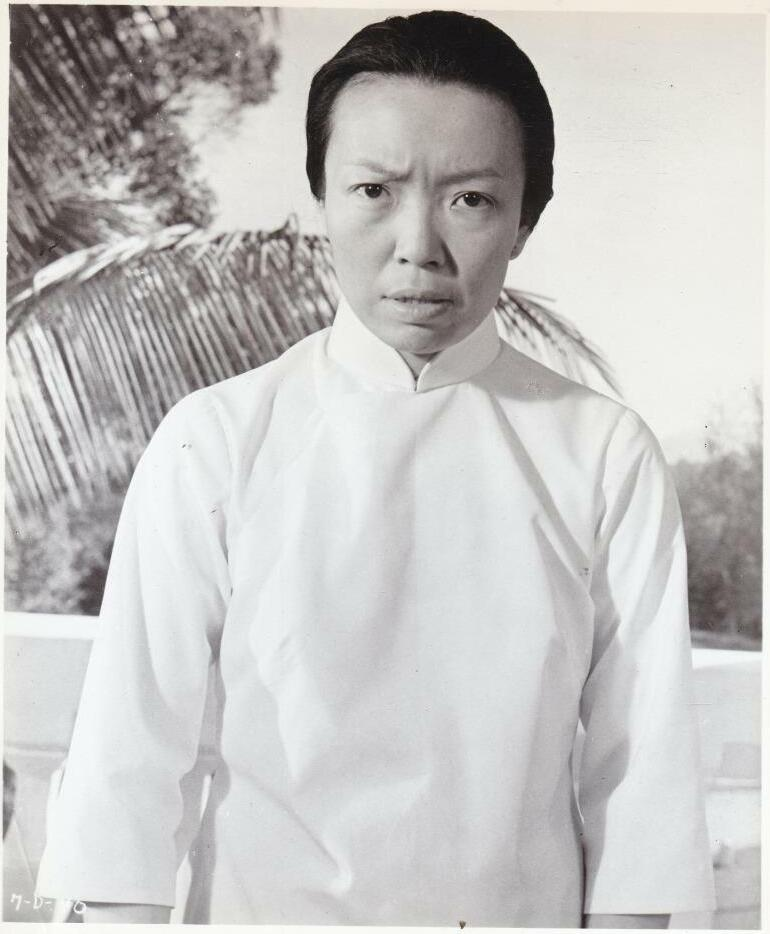

뷸라 쿼(Beulah Quo, 영어 발음: /ˈbjuːlə/, 1923년 4월 17일 ~ 2002년 10월 23일)는 미국의 배우이다.
스톡턴에서 태어났다.

## 출연 작품
- 브로크다운 팰리스 (1999년)
- 북경의 사랑 (1990년)
- 밤의 미녀 (1985년)
- 죠르지오의 사랑 (1982년)
- 맥아더 (1977년)
- 차이나타운 (1974년)
- 산 파블로 (1966년)
- 적과 백 (1964년)
- 집시 (1962년)
- 걸스! 걸스! 걸스! (1962년)
- 아다 (1961년)
- 모정 (1955년)

### 텔레비전
- 제12순찰대 (1968년)
- 나의 세 아들 (1960년)